# Manuel Escorza del Val
Manuel Escorza del Val (Barcelona, 1912 - Valparaíso, Chile, 1968) fue un anarcosindicalista español, muy destacado durante el comienzo de la guerra civil española. Es conocido por la violenta represión que llevó a cabo en la zona republicana a través de las llamadas Patrullas de Control que él mismo dirigía. Más tarde fue crítico de arte durante su exilio en Chile.

## Biografía
Hijo de un miembro de la CNT, sufrió de pequeño poliomielitis que le dejó como secuela una parálisis permanente. Debido a la atrofia de sus piernas, se vio obligado toda la vida a utilizar unas alzas en los zapatos añadidas a unas muletas para desplazarse. Fue descrito por el historiador Miquel Mir como "extremadamente agrio y duro, poseía una gran cultura y fuerza de voluntad y no permitía que nadie le ayudara a moverse." Juan García Oliver, compañero de Manuel Esparza en el Comité Central de Milicias Antifascistas de Cataluña, en su obra autobiográfica "El eco de los pasos", lo describió como "aquel tullido lamentable, tanto de cuerpo como de alma, al que hicieron responsable de la Comisión Regional de Investigación".  
Militante de las Juventudes Libertarias participó al inicio de la guerra civil española en la asamblea de la CNT-FAI donde defendió el uso del gobierno de la Generalidad de Cataluña como instrumento para legitimar la socialización de la industria y la colectivización del campo. 

### Guerra civil española
Desde julio de 1936 fue el máximo responsable de los Servicios de Investigación de la CNT-FAI, realizando tanto tareas de espionaje y de información como de las acciones represivas por delegación de la Organización Confederal de la CNT a través de las Patrullas de Control, las cuales cometieron miles de asesinatos, especialmente entre el mes de julio de 1936 y mayo de 1937. Manuel Escorza ideó y dirigió la detención de un centenar de maristas y la posterior ejecución de 46 de ellos durante la persecución a los maristas en Barcelona en 1936. La arbitrariedad y violencia de estas milicias provocó el terror en Barcelona y Cataluña, al tiempo que oscureció enormemente la imagen de Escorza. Sin embargo, esta violencia y su gran influencia en las reuniones del Comité de la FAI le concedieron una gran popularidad entre numerosos anarquistas, especialmente entre las juventudes anarcosindicalistas.
Esta represión no se limitó sólo a los supuestos facciosos (sospechosos de simpatizar con el Bando sublevado), sino que también fueron víctimas algunos militantes cenetistas como Josep Gardenyes, del ramo de la construcción y Manuel Fernández, presidente del Sindicato de la Alimentación, acusados de haber utilizado el asesinato para vengarse de sus acusadores durante la Dictadura de Primo de Rivera.
En mayo de 1937, sus actividades se redujeron de manera drástica con el fracaso de las conversaciones de la CNT con el presidente de la Generalidad Lluís Companys, emprendidas por el consejero Pedro Herrera Camarero y él mismo, que desembocaron en los enfrentamientos armados de los Hechos de Mayo y en el restablecimiento de la autoridad del gobierno de Cataluña. Para entonces, el propio Escorza había perdido el control sobre muchos de sus más violentos seguidores, que actuaban sin ningún freno ni control. Después de los Sucesos de Mayo, Escorza y otros influyentes dirigentes anarquistas perdieron toda influencia en la organización.
Según otros autores, Manuel Escorza del Val es uno de esos personajes históricos maltratados y difamados por un interminable ejército de historiadores, periodistas y escritores aposentados sobre cómodos mitos revestidos de verdades. Y ello desde que estalló, aquel 19 de julio de 1936, esa gran revolución de signo libertario que buscaba transformar la sociedad de raíz, haciéndola más justa y libre. Quizá es por esto, por la defensa que el primero realizó de ese proceso revolucionario, por lo que muchos siguen empeñados en alimentar la leyenda negra que sigue oscureciendo al personaje, magnificando su participación en las tareas represivas durante los primeros meses de la Guerra Civil.

### Exilio
En 1939 se exilió en Chile y vivió en Valparaíso, ejerciendo como crítico de teatro, de cine, literario y de arte en los diarios La Unión y La Estrella con el seudónimo de M. del Val. Su única hija es la poetisa chilena residente en Argentina, Nuri Escorza Balasch.